# 조지 (서역)
조지국(條支國)은 중국의 사기 등에 등장하는 서역의 나라이름이다. 
후한서 반초의 부하였던 감영이 도착하였다는 나라로 등장한다. 이 조지국은 현재의 시리아에 존재하는 나라라고 언급되는데, 일설에는 카라케네(Characene) 왕국을 가리킨다고 한다.